# Starkville (Kolorado)
Starkville – miasto w Stanach Zjednoczonych, w stanie Kolorado, w hrabstwie Las Animas.